# Ministère de la Santé (Luxembourg)
Pour les autres articles nationaux ou selon les autres juridictions, voir ministère de la Santé.
Au Grand-Duché de Luxembourg, le ministère de la Santé prépare et met en œuvre la politique du Gouvernement dans les domaines de la santé publique et de l’organisation du système de santé sur base des valeurs fondamentales que sont l'universalité, l'accès à des soins de qualité, l'équité et la solidarité de manière à garantir un système de santé moderne, efficace, durable sur le plan financier et capable de s'adapter aux besoins en question tout en garantissant à tous un accès équitable à des services de santé de qualité.

## Historique

### Titulaires depuis 1945
| Nom | Nom | Nom                      | Dates du mandat | Dates du mandat | Parti | Gouvernement(s)                            |
| --- | --- | ------------------------ | --------------- | --------------- | ----- | ------------------------------------------ |
|     |     | Charles Marx             | 14/11/1945      | 13/06/1946      | KPL   | Union nationale                            |
|     |     | Dominique Urbany         | 22/06/1946      | 01/03/1947      | KPL   | Union nationale                            |
|     |     | Alphonse Osch            | 01/03/1947      | 03/07/1951      | GD    | Dupong-Schaus                              |
|     |     | Pierre Frieden           | 03/07/1951      | 29/06/1954      | CSV   | Dupong-Bodson Bech-Bodson                  |
|     |     | Émile Colling            | 29/06/1954      | 15/07/1964      | CSV   | Bech-Bodson Frieden Werner-Schaus I        |
|     |     | Nicolas Biever           | 15/07/1964      | 15/07/1965      | LSAP  | Werner-Cravatte                            |
|     |     | Antoine Krier            | 23/08/1965      | 01/02/1969      | LSAP  | Werner-Cravatte                            |
|     |     | Madeleine Frieden-Kinnen | 01/02/1969      | 19/09/1972      | CSV   | Werner-Schaus II                           |
|     |     | Camille Ney              | 19/09/1972      | 15/06/1974      | CSV   | Werner-Schaus II                           |
|     |     | Émile Krieps             | 15/06/1974      | 20/07/1984      | DP    | Thorn-Vouel-Berg Werner-Thorn-Flesch       |
|     |     | Benny Berg               | 20/07/1984      | 15/07/1988      | LSAP  | Santer-Poos I                              |
|     |     | Johny Lahure             | 13/07/1989      | 30/01/1998      | LSAP  | Santer-Poos II et III Juncker-Poos I et II |
|     |     | Georges Wohlfart         | 30/01/1998      | 07/08/1999      | LSAP  | Juncker-Poos II                            |
|     |     | Carlo Wagner             | 07/08/1999      | 31/07/2004      | DP    | Juncker-Polfer                             |
|     |     | Mars Di Bartolomeo       | 31/07/2004      | 04/12/2013      | LSAP  | Juncker-Asselborn I et II                  |
|     |     | Lydia Mutsch             | 04/12/2013      | 05/12/2018      | LSAP  | Bettel I                                   |
|     |     | Etienne Schneider        | 05/12/2018      | 04/02/2020      | LSAP  | Bettel II                                  |
|     |     | Paulette Lenert          | 04/02/2020      | 17/11/2023      | LSAP  | Bettel II                                  |
|     |     | Martine Deprez           | 17/11/2023      | En fonction     | CSV   | Frieden                                    |